# سلمان حيدر
سلمان حيدر (بالإنجليزية: Salman Haider)‏ هو دبلوماسي وسياسي هندي، ولد في 1937.